# Герб Бородянського району
Герб Бородя́нського райо́ну — офіційний символ Бородянського району Київської області нарівні з прапором та гімном району. Автором ескізу Герба та Прапора Бородянського району є Ольга Угнівенко. 
Зображення Герба та Прапора Бородянського району ухвалено рішенням 11 сесії  Бородянської районної ради від 20.02.2004 №130-11-ХХІV “Про затвердження положення про зміст, опис та порядок використання Герба і Прапора Бородянського району”, затверджене Геральдичною палатою України та Інститутом історії України НАН України.

## Опис
Щит герба перетятий срібним струмком (хвилястою ниткою) на червоне і зелене поля.
На верхній частині накладений срібний лелека, знизу і праворуч — срібна розкрита книга, знизу й ліворуч — срібне зображення заводів.
Лелека символізує Поліський край, в якому розташований Бородянський район. Птах, що розправив вільно крила — це погляд у майбутнє, надія на щасливе життя. Також лелека — символ щастя, добробуту, захисту, опіки, оновлення поколінь.
Срібна хвиляста смуга символізує водні багатства, чистоту, невинність та незайманість душі; розгорнута книга — досягнення у галузі науки та освіти; емблема заводів — різну галузеву промисловість у районі.
Червоний колір символізує мужність, хоробрість, безстрашність поколінь, що у всі віки захищали свою Батьківщину. Зелений колір — свободу, родючість землі, достаток.
Вінок, обгорнутий синьо-жовтою стрічкою, символізує Україну, на території якої лежить район. Квітка калини символізує Київську область, до складу якої входить Бородянський район. Вінок складається із золотого колосся, яке символізує багаті врожаї, та основну культуру, що вирощується в районі, гілок сосни та дуба, що символізують хвойні та листяні ліси.